# Озарк (окръг)
Окръг Озарк (на английски: Ozark County) е окръг в щата Мисури, Съединени американски щати. Площта му е 1955 km², а населението - 9227 души. Административен център е град Гейнсвил.